# Thomas Urban
Thomas Urban (Leipzig, 20 de juliol de 1954) és un periodista i historiador alemany.

## Biografia
Els pares d'Urban provenien de Breslau, la capital de la província prussiana de Silèsia, que va quedar sota sobirania polonesa el 1945. Quan tenia 15 mesos, la família va fugir de la RDA a la República Federal d'Alemanya.
Urban va passar els seus dies d'escola al districte industrial de Bergheim, a prop de Colònia, a la zona d'extracció de lignit a la riba esquerra del Rin. Va acabar el servei militar a la Bundeswehr com a oficial de reserva.
Va estudiar filologia romànica i eslavística, així com història d'Europa de l'Est a la Universitat de Colònia. Va rebre beques per a estudis semestrals a la Universitat de Tours, la Universitat de Kíiv ia l'Institut Puixkin de Moscou. La seva tesi de màster va ser dedicada als escriptors russos emigrats a París als anys vint.
A Colònia es va convertir en col·laborador del dissident Lev Kópelev, que havia estat expatriat de la Unió Soviètica. En 1981/82 va rebre una beca per a estudis de postgrau a la Universitat Lomonosov de Moscou. Com que havia transportat cartes i medicines per a dissidents, va ser detingut pel KGB i deportat. Després de tornar de Moscou, va treballar com a professor de rus a l'escola d'idiomes de les Forces Armades Alemanya (Bundessprachenamt).

## Periodisme
Després d'una formació ad dicional a l'Escola de Periodisme d'Hamburg (Henri-Nannen-Schule), va treballar per a les agències de premsa Associated Press i dpa.
El 1987 es va incorporar a la redacció central del diari Süddeutsche Zeitung a Munic. Del 1988 al 2012 va ser el corresponsal d'aquest diari a Europa de l'Est: Fins al 1992 va informar des de Varsòvia, del 1992 al 1997, va ser cap de l'oficina de Moscou. De 1997 a 2012 va informar des de Kíev i de nou des de Varsòvia.
Del 2012 al 2020 va ser corresponsal del Süddeutsche Zeitung a Madrid. Va culpar tant el govern de José María Aznar com el de José Luis Zapatero de la crisi econòmica que va seguir l'esclat de la bombolla immobiliària. En el conflicte sobre les aspiracions d'independència de Catalunya va acusar les dues parts de greus errors: Segons els seus articles, el govern de Madrid no havia fet servir arguments concrets per convèncer els catalans que es quedessin a Espanya. Però va criticar fortament que els independentistes busquen la secessió sense suport de la majoria dels votants de Catalunya.
Des del 2022, analitza l'evolució política de l'antic bloc soviètic per a la revista berlinesa Cicero.

## Llibres i assaigs
Urban és autor d´obres de divulgació i assajos acadèmics sobre la història d´Europa de l´Est. Va prestar especial atenció a les relacions germano-poloneses. Va escriure un llibre sobre la minoria alemanya a l'Alta Silèsia i un altre sobre les mútues expulsions forçades. En una sèrie de llibres editats per Helmut Schmidt i Richard von Weizsäcker sobre les relacions dels alemanys amb els seus veïns, es va fer càrrec del volum sobre Polònia. És coautor d'una biografia del Papa polonès Joan Pau II.
Va dedicar un llibre als anys berlinesos de l'escriptor russoamericà Vladimir Nabokov i un altre als escriptors russos que havien emigrat a Berlín a la dècada de 1920.
Ha dedicat un altre llibre a l'assassinat de milers d'oficials polonesos per la policia secreta soviètica NKVD en un bosc prop del poble rus de Katyn el 1940. Un altre llibre sobre la guerra de propaganda de les grans potències després del descobriment de les fosses comunes de Katyn va aparèixer només en polonès.
És autor d'un assaig històric sobre el conflicte russo-ucraïnès. En un llibre publicat el 2022, va criticar l'Ostpolitik alemanya, que havia fet als polítics de la República Federal "cecs davant dels costats negres" de la Unió Soviètica primer, i després de la Rússia de Vladímir Putin. D'aquesta manera, Alemanya s'havia fet dependent de les fonts d'energia russes.
El seu especial interès era la història política del futbol a Europa de l'Est. Va publicar un llibre sobre la instrumentalització dels futbolistes de les seleccions nacionals d'Alemanya i de Polònia per la propaganda dels seus governs. Participà en un vídeo documental sobre la vida del golejador germà-polones Ernst Wilimowski.
Amb motiu de l'Eurocopa 2012, la final del qual es va celebrar a Kíiv, va analitzar les publicacions russes i ucraïneses sobre el suposat Partit de la Mort de 1942. Va arribar a la conclusió que la versió propagada anteriorment (execució de futbolistes soviètics que havien guanyat contra un equip de la Wehrmacht a la Kíev ocupada) era una llegenda de la propaganda soviètica.3ref>Der Mythos vom Kiewer Todesspiel. // Vom Konflikt zur Konkurrenz. Deutsch-polnisch-ukrainische Fußballgeschichte. Ed. D. Blecking, L. Pfeiffer, R. Traba. Gotinga 2014, p. 205–221</ref> També va publicar textos sobre el destí dels famosos germans futbolistes Stàrostin a la Unió Soviètica de l'època de Stalin.